# Alexander Marxer (Fussballspieler)
Alexander Marxer (* 4. April 1994 in Vaduz) ist ein liechtensteinischer Fussballspieler.

## Karriere

### Verein
Er begann seine Karriere in den Jugendmannschaften des FC Schaan, bei dem er 2013 in die A-Mannschaft wechselte. Zwei Jahre später schloss er sich dem FC Ruggell an. Seit Januar 2021 spielt er für den USV Eschen-Mauren.

### Nationalmannschaft
Marxer gab sein Länderspieldebüt für die liechtensteinische Fussballnationalmannschaft am 11. November 2020 gegen Malta im Rahmen eines Freundschaftsspieles, als er in der 86. Minute für Martin Büchel eingewechselt wurde.